# 中国人民解放军联勤保障部队第九八〇医院
38°02′30″N 114°26′57″E / 38.04167100000001°N 114.449235°E
中国人民解放军联勤保障部队第九八〇医院简称解放军第九八〇医院、九八〇医院，也称白求恩国际和平医院，位于河北省石家庄市桥西区中山西路398号，隶属郑州联勤保障中心，为综合性三级甲等医院。

## 历史
医院的前身是晋察冀军区白求恩国际和平医院。
1937年9月底，12位医务人员在山西省五台县耿镇组成耿镇休养所（前身为八路军总医院二所）。1937年11月7日，以耿镇医务所为基础晋察冀军区成立晋察冀军区后方医院。1938年6月，加拿大胸外科专家白求恩来到这家医院，先后在医院的两个休养所的基础上创建有较好病房、较全设备和较正规工作制度的模范医院和特种外科医院。其中，1938年9月15日在山西五台县松岩口村举行“模范医院”成立大会，时值在伦敦召开的国际和平会议闭幕，故“模范医院”又称“国际和平医院”。然而，刚建立起来的模范医院，只存在了14天，就被日军烧毁。由模范医院演变而来的特种外科医院中，不设置病房，群众的农家院落就是医院，百姓的炕头就是伤员的病床，男人就是担架员，女人就是看护员。
1939年11月12日，白求恩殉职。为了纪念白求恩，1940年1月5日晋察冀军区将该医院更名为白求恩国际和平医院。晋察冀军区白求恩国际和平医院随部队转战太行山区，曾先后驻河北省阜平县大台、温塘、城南庄等地。医院经多次改建和扩编，与晋察冀军区预备医院组成多个野战分院，成为晋察冀军区及其后华北军区的医疗技术中心。
1945年日本投降后，医院从涞源经蔚县、涿鹿抵达下花园，又经宣化于1945年9月进驻张家口东山坡的原同仁医院旧址。接收了伪蒙疆中央医学院附属医院。1946年6月，医院被上级命名为白求恩医科大学附属医院。第二次国共内战爆发后，1946年9月中国国民党军队进攻中共解放区，白求恩医科大学及其附属医院奉命撤出张家口，1946年11月进驻河北省唐县，白求恩医科大学驻唐县葛公村，医院驻唐县张合庄，相距3里。
1947年11月石家庄战役时，医院总院部设在平山县岗南村，其他6个分院分别设在平山县和灵寿县一些村庄。战斗打响后，从11月6日至12日石家庄解放，医院共收治了近8000名轻重伤员。1948年3月，医院奉命由唐县张合庄村移驻石家庄市北面的获鹿县杜北村，为进入该市做好准备。1948年7月1日，晋察冀军区白求恩医科大学与晋冀鲁豫军区北方大学医学院合并，定名为“华北医科大学”。1948年10月，白求恩医科大学附属医院与北方大学医学院附属医院合并，定名为“中国人民解放军白求恩国际和平医院”。和平医院进驻石家庄市西郊原国民党军第63医院旧址。1948年10月28日，在医院小礼堂举行开院典礼大会，宣布医院易名为“中国人民解放军白求恩国际和平医院”，并公布了医院床位和人员编制。次日即1948年10月29日，因国民党傅作义部偷袭石家庄，医院奉命撤往衡水农村。1949年春节前后迁回石家庄。华北军区卫生部部长钱信忠兼任白求恩国际和平医院院长，由于钱信忠经常带手术队在前线工作，实际上医院主要由副院长李新农和迟复远负责，后来，相继调到长春第一军医大学和西南军区工作，1949年张之及接任院长。
另一历史源头是1939年5月3日中共中央军委在延安东川35华里处的拐峁村，以八路军卫生部直属卫生所为基础组建了八路军军医院，苏井观、鲁之俊、黄树则和徐根柱先后任院长。汪东兴、刘新权先后任政委。1939年12月，为纪念诺尔曼·白求恩大夫以身殉职，为了永远纪念这位伟大的国际主义战士，继承和发扬白求恩精神，八路军总部于1939年12月13日颁发命令，将八路军军医院改为白求恩国际和平医院。设内科、外科、小儿科、妇产科等，共有病床200多张。1940年11月20日，在医院召开纪念白求恩逝世一周年大会上，毛泽东说：革命需要枪杆子，可是光有枪杆子不行，还要有各种各样为拿枪杆子的人服务的人，部队需要医生，需要大量的医生。毛泽东指着讲桌上的白求恩像说：“你们要向他学习。”“你们要向白求恩大夫那样，全心全意地为伤病员服务。他为了‘救死扶伤’克服了各种困难，不惜献出了自己的生命。他为中国革命做出了伟大的贡献。”毛泽东还到内外科病房慰问伤病员，了解到伤病员伙食不好时，当即对供给部门的同志说：“这些伤病员同志打仗很勇敢，现在他们受伤了，得病了，我们自己紧张一点，困难一点，也要让他们尽量吃好、住好，要积极想办法，为他们治疗伤病，使他们早日恢复健康。”医院逐步扩大，先后迁至柳树店与八路军卫生学校（后改名为中国医科大学）在一起。1943年迁至刘万家沟。1944年毛泽东到医院看望住院的王稼祥等，并慰问伤病员，对500多名工作人员讲话：“你们这个医院在延安是有点名气的，有几位大夫的医术是很高明的，许多由前方和后方送来的伤病员，在你们这个医院经过治疗都治好了，又能继续为革命工作了。你们的工作取得了很大成绩。”1944年春，美国医生马海德由军直门诊部调到该院外科工作，还有祁开仁、黄树则、谭壮、李亭植、徐根竹等医生。1945年医院为护士学校第三期毕业学员配发胸章，请毛泽东题词，很快得到毛泽东写的四个字：“治病救人”。抗日战争期间，外国援华援共的医学工作者历尽艰辛到延安参加医疗卫生工作：美国的马海德，加拿大的白求恩，印度的爱德华、柯棣华、巴苏华，德国的米勒，朝鲜的方禹镛等，都在该院工作过。1947年初，该院总院机关和第二部迁往华北解放区，与晋察冀边区的白求恩和平医院合并成石家庄白求恩国际和平医院。1961年3月4日，延安市宝塔区桥沟镇刘万家沟村的医院旧址作为“延安革命遗址”的组成部分，被国务院公布为全国重点文物保护单位。2013年5月3日，白求恩国际和平医院被国务院公布为第七批全国重点文物保护单位，归入“延安革命旧址”之中。白求恩国际和平医院旧址的核心建筑是一间手术室，保存完好，风格独特。1984年，当地政府对这里进行修葺；1995年9月，延安地区的文物管理委员会竖立了标志纪念碑。近年，又竖立起两块全国重点文物保护单位碑。
另有一所晋冀鲁豫军区白求恩国际和平医院。1945年9月，中共中央组织部派遣延安中央医院院长、留法博士何穆及夫人姚冷子（检验科）、侯明（妇产科）、何智泉（药剂）、常宗礼（护理部）、陈志英等6位医务工作者从延安到晋冀鲁豫军区开展医疗工作，在山西长治与八路军第129师野战医院的第一野战医院第三所（该所原系第六军分区的医务所改编而成，所长刘辉、武之辉，医护人员70余人）、野战预备医院第二所（所长彭章，医护人员80余人）和八路军前总野战卫生学校本科医疗队抽调王绍仪、黄爱晨、王庚金、林清文等10名毕业生，于1946年春成立了晋冀鲁豫军区预备医院，并开始收治伤病员。1946年3月迁往河北邢台北关原邢台师范学校旧址，晋冀鲁豫军区卫生部抽调人员充实到医院各个部门。1946年7月1日“晋冀鲁豫军区白求恩国际和平医院总院”在河北邢台成立，何穆任院长，侯文周、蔡光炎、巩如先、王绍仪任政委，符碧桂、常乐任政治处主任，洪明贵任副院长。床位200张，分内科、传染科、小儿科、外科、妇产科等。还有化验室、X光室与辅助科室，医护职工共225人。由于战争形势恶化，不久撤出邢台，先后转移至邢台县固坊村、沙河县安河村、武安县西井村。医院根据晋冀鲁豫军区司令员刘伯承、政委邓小平“培养卫生人才”的指示，1947年4月4日开办了“白求恩国际和平医院附属护士学校”，正式学员137人编为两个班，学制二年，1个预备班补习一年文化后再转为正式学员，另为太行军区代培1个27人速成班。1947年夏，刘邓大军挺進大別山，和平医院和附属护士学校留在了太行。1948年4月至8月，和平医院及附属护士学校迁至山西长治，并在护士学校的基础上成立了“白求恩国际和平医院医学专科学校”，（“和平医专”），主要面向部队，学员录取后即参军供给制待遇，由晋冀鲁豫军区卫生部副部长、和平医院院长何穆兼任校长。1949年3月，医院更名为太行白求恩国际和平医院。1949年4月下旬太原戰役后，白求恩和平医科专门学校与山西大学医学院合并，学员根据实际程度插入四、五两个年级（山西大学医学院学制为六年）。1949年后集体转业，沿革演变为“长治医学院”及其附属和平医院。 
1974年12月，中央军委决定中国人民解放军白求恩国际和平医院正式对外开放。1975年在周恩来关怀下，医院建成了“白求恩纪念馆”和“柯隶华纪念馆”。1979年邓小平为医院题词“做白求恩式的革命者，做白求恩式的科学家”。1980年，江一真（1937年创办晋察冀军区卫生学校的首任校长）出任河北省人大常委会主任，他以个人名义向聂荣臻写了情况报告，希望聂荣臻关怀这家医院，并建议解决医院设备更新、基本建设、体制改革问题。聂荣臻随即在该报告上作出批示。不久，中国人民解放军总后勤部一次性批给白求恩国际和平医院650万元人民币购置仪器设备，此后批准建设门诊大楼、干部病房楼等，医院建制由团级单位升格为副师级单位，直属北京军区后勤部领导。1995年，医院被中国人民解放军总后勤部卫生部评定为三级甲等医院。
2016年，在深化国防和军队改革中，中国人民解放军白求恩国际和平医院由中国人民解放军北京军区转隶郑州联勤保障中心。

## 历任领导
| 院长 - 廖明亮（1937年11月—1938年6月） - 林金亮（1938年6月—1939年9月） - 柯棣华（1941年1月—1942年12月9日逝世，晋察冀军区白求恩国际和平医院院长） - 陈琪园（？—？，晋察冀军区白求恩国际和平医院院长） - 欧阳竞（1945年—？，晋察冀军区白求恩国际和平医院院长） - 吴之聘（？—？，晋察冀军区白求恩医科大学附属医院院长） - 钱信忠（1948年—1949年） - 张之及（1949年—1962年） - 金有志（1962年—？） - 董国华（1979年—1983年） - 陈长林（？—？） - 姚大力（？—2006年） - 侯艳宁（2006年12月—2011年） - 吴广礼（2011年—） | 政治委员 - 刘小康（1937年11月—1939年9月） - 王浩（1941年1月—8月，协理员） - 王彬（1941年8月—1943年，协理员） - 张兆铭（？—？，晋察冀军区白求恩医科大学附属医院政治委员） - 曹中南（1948年—？） - 刘云一（？—？） - 崔尚余（？—？） - 刘广修（？—2010年） - 倪剑飞（2010年—2015年） - 鲁建辉（2015年—） |

## 纪念场馆
- 白求恩纪念馆
- 柯棣华纪念馆